# Gnetum nodiflorum
Gnetum nodiflorum Brongn. – gatunek rośliny z rodziny gniotowatych (Gnetaceae Blume). Występuje naturalnie w Kolumbii, Wenezueli, Gujanie, Surinamie, Gujanie Francuskiej, Ekwadorze, Peru, Boliwii oraz Brazylii. 

## Morfologia
PokrójWiecznie zielone, zdrewniałe liany.
LiścieMają kształt od owalnego do podłużnie eliptycznego. Mierzą 18 cm długości i 9 cm szerokości. Są niemal skórzaste. Blaszka liściowa jest o rozwartej nasadzie i krótko spiczastym wierzchołku.
KwiatySą jednopłciowe, zebrane w szyszki przypominające kłosy. Oś szyszki jest nierozgałęziona. Kwiaty męskie zebrane są po 55–70, z 7–13 płonnymi kwiatami żeńskimi, mierzą do 2 cm długości. Kwiaty żeńskie zebrane są po 5–6.
NasionaJako roślina nagonasienna nie wykształca owoców. Nasiona mają kształt od elipsoidalnego do podłużnego i czerwoną barwę, osiągają 3–35 mm długości.

## Biologia i ekologia
Roślina dwupienna. Rośnie w wiecznie zielonych lasach.